# Iwata Nakajama
Iwata Nakajama (japonsky: 中山 岩太, Nakajama Iwata; 3. srpna 1895 – 20. ledna 1949) byl japonský fotograf.

## Životopis
Nakajama se narodil v japonské obci Janagawa, Fukuoka. Jeho otec byl vynálezce, který vlastnil patent na hasicí přístroj. Iwata se přestěhoval do Tokia a studoval na soukromé škole Kjohoku-Chúgakkó. Po absolvování této školy vstoupil na Tokijskou univerzitu múzických umění jako první student jejího fotografického kurzu. Poté, co se tam naučil umělecké a komerční techniky, se v roce 1918 přestěhoval do Spojených států jako zámořský student Kalifornské státní univerzity, vyslaný japonskou vládou. Studium však opustil a začal pracovat ve fotoateliéru, který provozoval Tójó Kikuči (菊池東陽) v New Yorku. Se svými praktickými dovednostmi si založil vlastní podnik Laquan Studio v New Yorku.
Nakajama uspěl jako řemeslník a cestoval po Evropě se svou ženou Masako (正子) a jejich synem Iwao (巖). V roce 1926 se přestěhoval do Paříže, kde pracoval jako módní fotograf. V roce 1927 rodina cestovala do Berlína a Španělska, než se později v tom roce vrátila do Japonska.
Po návratu do Japonska začal pracovat jako profesionální fotograf v Kóbe a pomáhal rozvíjet japonskou avantgardní fotografii. Byl spojen s klubem Ashija Camera Club (芦屋カメラクラブ) a vychoval některé juniory. Vydal některá díla v časopisech jako Asahi Camera a Nihon Šašin Nenkan (日本写真年鑑). Kromě toho vytvořil jeden z prvních příkladů komerční montované fotografie v roce 1930.
Počínaje rokem 1932 Nakajama, Jasuzó Nodžima a Nobuo Ina vydávali měsíčník Kóga (光画). Časopis byl kritickým bodem obratu v japonské umělecké fotografii. Nakajama byl průkopníkem japonské avantgardní fotografie a svými díly inspiroval mnoho japonských fotografů.
Během druhé světové války nemohl pracovat naplno. Jeho díla byla čím dál abstraktnější. Když válka skončila, obnovil svou profesionální práci a vytvořil nová umělecká díla, ale v roce 1949 náhle zemřel (ve věku 54 let). Bylo to jen pár dní poté, co byl vybrán jako správce Japonské fotografické asociace.

## Galerie

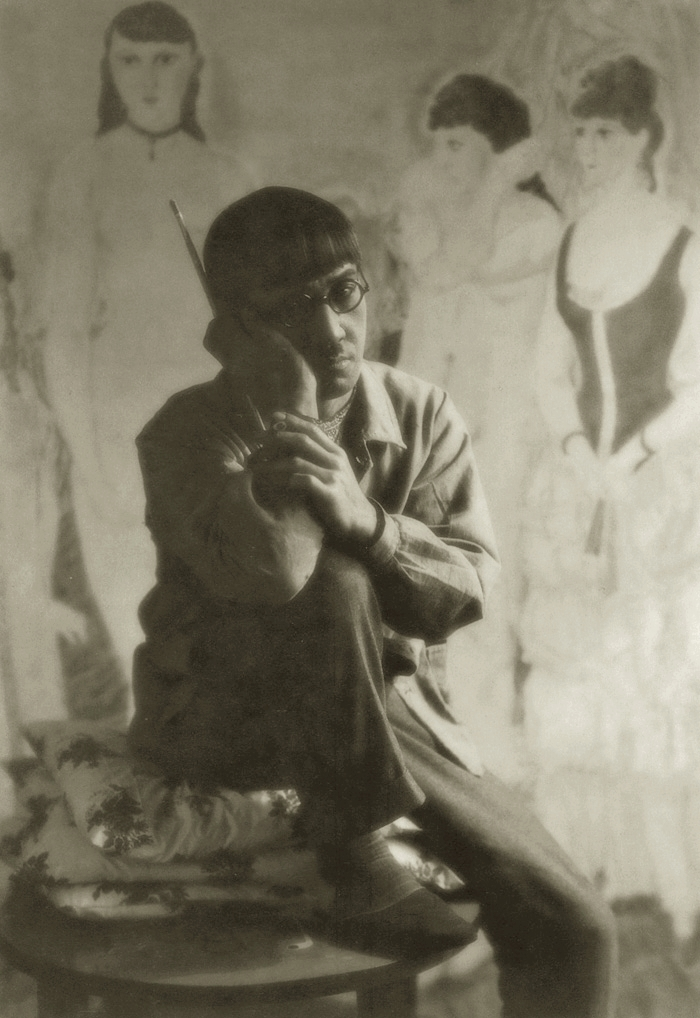
Iwata Nakajama: Portrét Foujity, 1926
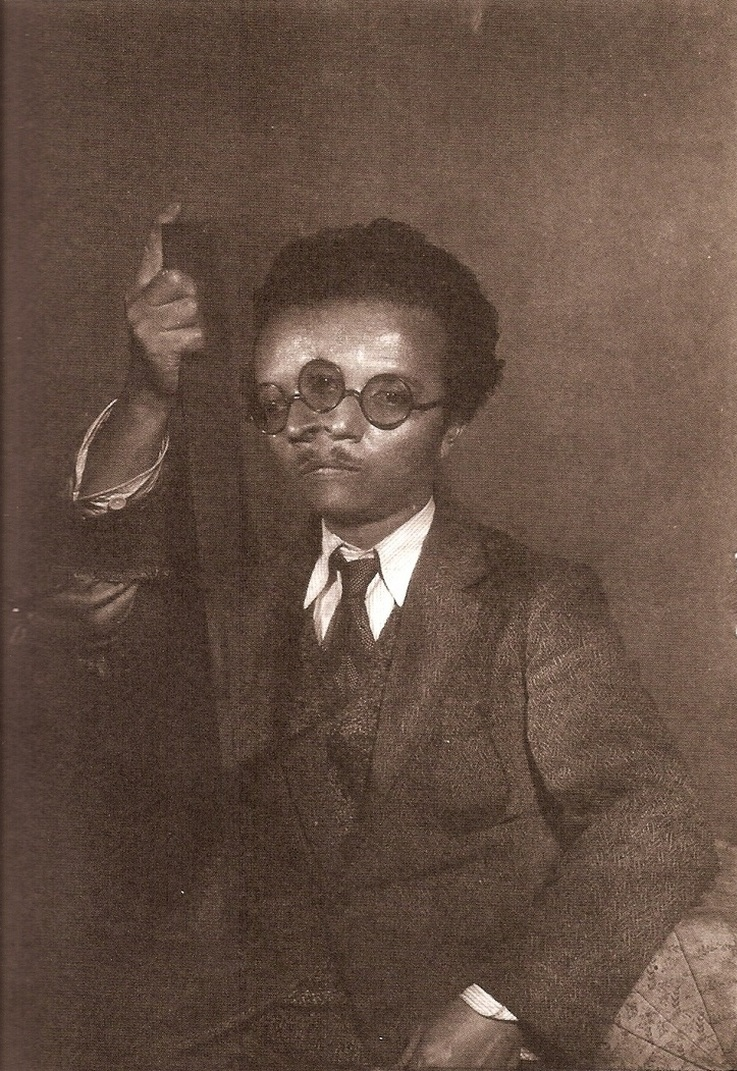
Iwata Nakajama: autoportrét, 1931
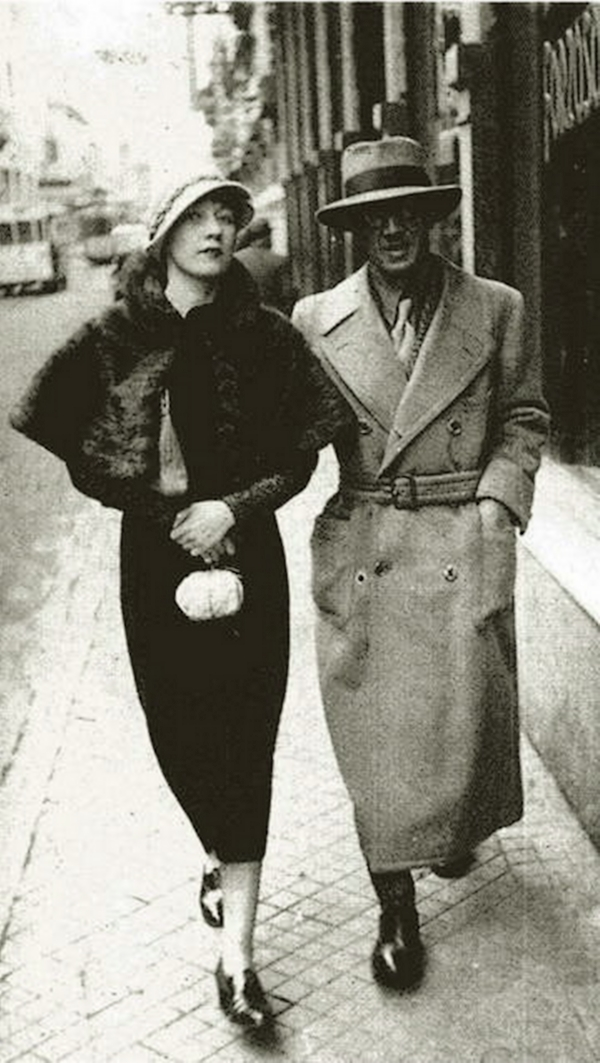
Iwata Nakajama: Kiki de Montparnasse a Foujita v Paříži, 1926